# Liste der Kulturdenkmäler in Argenschwang
In der Liste der Kulturdenkmäler in Argenschwang sind alle Kulturdenkmäler der rheinland-pfälzischen Ortsgemeinde Argenschwang aufgeführt. Grundlage ist die Denkmalliste des Landes Rheinland-Pfalz (Stand: 2. August 2023).

## Denkmalzonen
| Bezeichnung                     | Lage                                             | Baujahr         | Beschreibung | Bild                           |
| ------------------------------- | ------------------------------------------------ | --------------- | --- | ------------------------------ |
| Denkmalzone Burgruine Rosenburg | östlich des Ortskerns Lage                       | 12. Jahrhundert | Ruine der im 12. Jahrhundert gegründeten, um 1793 zerstörten Rosenburg: zwei Geschosse des Palas, Reste eines bastionsartigen Baus mit Flankentürmen, ehemaliges dreigeschossiges Torhaus, 17. Jahrhundert | weitere Bilder Fotos hochladen |
| Denkmalzone Jüdischer Friedhof  | nordöstlich des Ortes; Distrikt Im Nauenweg Lage | 1870            | Areal mit 65 Grabsteinen von 1870 bis 1938 | BW                             |

## Einzeldenkmäler
| Bezeichnung         | Lage                         | Baujahr                 | Beschreibung                                                                            | Bild                           |
| ------------------- | ---------------------------- | ----------------------- | --------------------------------------------------------------------------------------- | ------------------------------ |
| Pfarrhaus           | Am Ehrenmal 1 Lage           | 1665                    | ehemaliges lutherisches Pfarrhaus; barocker Fachwerkbau, bezeichnet 1665                | BW                             |
| Evangelische Kirche | Brunnenstraße 5 Lage         | 1880–1883               | neugotischer Bruchsteinbau, 1880–1883, Stadtbaumeister Hartmann, Kreuznach              | Fotos hochladen                |
| ehemalige Synagoge  | Brunnenstraße, zu Nr. 7 Lage | 17. und 18. Jahrhundert | ehemalige Synagoge; dreiteilige Gruppe barocker Fachwerkbauten, 17. und 18. Jahrhundert | weitere Bilder Fotos hochladen |
| Hofanlage           | Brunnenstraße 9 Lage         | 18. Jahrhundert         | Streckhof; Fachwerkhaus, teilweise massiv, wohl aus dem 18. Jahrhundert                 | BW                             |
| Wohnhaus            | Brunnenstraße 11 Lage        | 18. Jahrhundert         | barockes Fachwerkhaus, wohl aus dem 18. Jahrhundert                                     | BW                             |
| Wohnhaus            | Brunnenstraße 23 Lage        | um 1800                 | Fachwerkhaus, um 1800                                                                   | BW                             |